# Sie Čchien
Sie Čchien (čínsky pchin-jinem Xiè Qiān, znaky zjednodušené 谢迁, tradiční 謝遷; 11. ledna 1450 – 6. března 1531) byl politik a učenec čínské říše Ming. Císař Chung-č’ ho roku 1495 jmenoval velkým sekretářem, roku 1506 byl, nedlouho po nástupu nového císaře Čeng-tea, odvolán. Do velkého sekretariátu se nakrátko vrátil po více než dvou desetiletích, v letech 1527–1528.

## Jména
Sie Čchien užíval zdvořilostní jméno Jü-čchiao (čínsky pchin-jinem Yúqiáo, znaky zjednodušené 于乔, tradiční 于喬), literární pseudonym Mu-čaj (čínsky pchin-jinem Mùzhāi, znaky zjednodušené 木斋, tradiční 木齋) a obdržel posmrtné jméno Wen-čeng (čínsky pchin-jinem Wénzhèng, znaky 文正).

## Život
Sie Čchien se narodil 11. ledna 1450, pocházel z okresu Jü-jao v prefektuře Ning-po v provincii Če-ťiang. Studoval konfucianismus, uspěl v nižších úrovních úřednických zkoušek, byl první v provinčních zkouškách a roku 1475 složil i metropolitní zkoušky a s vynikajícím výsledkem, jako nejlepší ze všech kandidátů, i palácové zkoušky a získal hodnost ťin-š’. Poté sloužil v různých funkcích v akademii Chan-lin.
Roku 1495 ho císař Chung-č’ jmenoval členem velkého sekretariátu a tedy jedním z nejmocnějších politiků říše, současně obdržel i formální titul ministra vojenství.
Roku 1505 nastoupil na trůn Chung-č’ův syn Čeng-te, který namísto sekretářů a úředníků věnoval svou přízeň eunuchům, především takzvaným „osmi tygrům“. Sie Čchien a jeho kolega Liou Ťien se spojili s některými úředníky a eunuchy a vystoupili proti osmičce. V mocenském střetu se císař přiklonil na stranu osmičky a Sie Čchien (stejně jako jeho spojenci) ztratil své úřady. Odvolán byl i jeho bratr (působící na ministerstvu vojenství) a syn (z akademie Chan-lin).
Po letech se mu podařil návrat do státní služby a roku 1527 opět zaujal pozici velkého sekretáře. Po roce odešel na odpočinek. Zemřel 6. března 1531 a za své zásluhy byl poctěn posmrtným jménem Wen-čeng.